# Rebbenesøya
Rebbenesøya je ostrov v severním Norsku, v kraji Troms. Rozloha je 81,96 km². Na celém ostrove žije přibližně 70 obyvatel. Nejvyšší bod na ostrově je Geittinden (689 m n. m.) Nalézá se zde škola, obchod a závod na zpracování ryb. Minimálně pětkrát denně do Bromnes na severovýchodě ostrova přijíždí trajekt z Mikkelvik na ostrově Ringvassøy. Autobusové spojení jednou denně s městem Tromsø (v roce 2012).

## Historie

### Válečné události
Za druhé světové války, 30. března 1943, bylo v Toftefjordu na Rebbenesøyi dvanáct norských vojáků z komanda Linge napadeno německou minolovkou. Jediný, komu se podařilo uniknout, byl Jan Baalsrud, kterému se podařilo uprchnout do Švédska. Památník padlých se nalézá v Toftefjordu. Baalsrudův strastiplný únik je zpracován v románu Nový život (Ni liv), který byl později zpracován i filmově. V roce 2001 byla vydána kniha Jan Baalsrud a ti, kteří ho zachránili od autorů Tore Haug a Astrid Karlsen Scott.

## Galerie

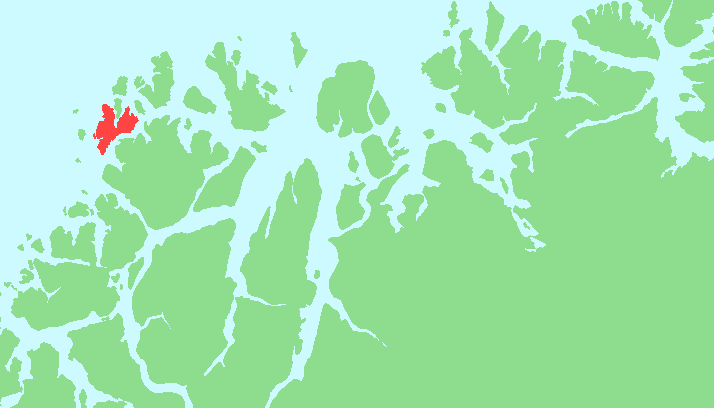
Poloha ostrova